# Horacio Taicher
Horacio Taicher (La Plata, Buenos Aires, Argentina, 14 de agosto de 1955-La Plata, 10 de octubre de 1993) fue un actor de cine, teatro y televisión argentino.

## Biografía

### Carrera
Horacio Taicher nació en Buenos Aires, Argentina el 14 de agosto de 1955. Su verdadero nombre era Horacio Sirochinsky y descendía de una familia de origen judío. Cursó sus estudios en  la escuela num. 37 Remedios de Escalada de La Plata.  Desde 1981 apareció en numerosos programas de televisión en papeles pequeños. En el cine dio el salto con Los colimbas al ataque (1987) en donde interpretaba a un soldado junto con los capocómicos Alberto Olmedo y Jorge Porcel. Aunque sus papeles eran de características cómicas y menores; Leonardo Favio lo vio y lo contrató para componer e interpretar al Rusito Pelanique; el amigo de José María Gatica en la adaptación cinematográfica de Gatica, el Mono  en el año 1993. Con este papel sería el más destacado de su carrera que; lamentablemente no pudo gozar del éxito ya que sería su último trabajo.

## Fallecimiento
A los 38 años, Taicher creó una empresa ―Horacio Taicher Producciones― que organizaba fiestas y eventos. A las 5:45 h de la madrugada del domingo 10 de octubre de 1993, para dar por terminada una fiesta de casamiento en el Salón Embajador del Hotel Bauen, en el centro de la ciudad de Buenos Aires, tomó el micrófono el cual estaba electrificado y le dio una fuerte descarga eléctrica, momento en que comenzó a gritar con desesperación. Sufrió un paro cardíaco y fue llevado inmediatamente al Hospital Ramos Mejía, donde falleció minutos después. De acuerdo con algunas pericias, el accidente se debió a una falla en el equipo de sonido. Sus restos descansan en el Cementerio de la Chacarita.

## En televisión
- 1980: El viejo Hucha, con Osvaldo Terranova, Mirta Busnelli, Marta Gam, Cuny Vera, Pablo Codevila, María Ibarreta y Oscar Martínez. Emitido por ATC.
- 1981:El planeta de Berugo, con Berugo Carámbula y Andrea Tenuta, emitido por ATC.[1]
- 1981/1983: La tuerca, emitida por Canal 11, acompañando a grandes del humor como Nelly Láinez, Guido Gorgatti y Marcos Zucker.[2]
- 1984: Mesa de noticias, junto a Juan Carlos Mesa, Gianni Lunadei, Beatriz Bonet, Alberto Fernández de Rosa, Gino Renni y Anamá Ferreyra.
- 1985: Gente como la gente, encarnando al personaje de Simón, amigo de Pablo.
- 1987/1990 actuó en Clave de sol junto a Leonardo Sbaraglia, Pablo Rago y Cecilia Dopazo.[3]
- 1991:El Gordo y el Flaco con Gianni Lunadei y Juan Carlos Mesa.
- 1991: Grande, pa!!! con Arturo Puig y María Leal
- 1991/1993: La banda del Golden Rocket, emitido por Canal 13, protagonizado por Adrián Suar, Diego Torres, Fabián Vena y Araceli González.
- 1993: ¡Dale Loly! acompañado por Juan Carlos Calabró, Iliana Calabró y Santiago Bal, entre otros.[4]

## En cine
- 1980: Los hijos de López, protagonizada por Alberto Martín, Dorys del Valle, Emilio Disi, Carlos Calvo y Cristina del Valle.
- 1980: ¡Que linda es mi familia!, con Luis Sandrini, Nini Marshall y Palito Ortega.
- 1985: Mingo y Aníbal contra los fantasmas, con Juan Carlos Calabró y Juan Carlos Altavista.
- 1986: Los amores de Laurita, con Alicia Zanca, Víctor Laplace y Daniel Fanego.
- 1987: Los colimbas al ataque, en el papel de un soldado, junto con los cómicos Alberto Olmedo y Jorge Porcel.[5]
- 1988: El profesor punk, nuevamente junto a Jorge Porcel.
- 1993: Se destacó en el papel del "Ruso Palenique", coprotagonista en la película Gatica, el Mono, de Leonardo Favio, protagonizada por Edgardo Nieva y Virginia Innocenti.

## En publicidad
En 1983 colaboró con un comercial argentino para las pilas/baterías Eveready

## En teatro
En 1988 hizo Ladrones a domicilio con Marta González y Antonio Grimau, dirigido por Claudio García Satur.

## Premios
El 2 de mayo de 1994 recibió un homenaje póstumo, por sus 20 años de carrera y ganó el Premio Cóndor de Plata como revelación masculina por su papel en Gatica, el Mono.

## Filmografía

### Películas como actor
- Gatica, el Mono   (1993) ... El Ruso
- El profesor punk (1988)
- Los colimbas al ataque (1987) ... Soldado
- Los amores de Laurita (1986)
- Los hijos de López (1980) ... Barman